# Landschaftspark Rudow-Altglienicke
Der Landschaftspark Rudow-Altglienicke ist ein im Jahr 2009 für die Öffentlichkeit freigegebener Landschaftspark, der die beiden Berliner Ortsteile Rudow im Bezirk Neukölln (ehemals: West-Berlin) und Altglienicke im Bezirk Treptow-Köpenick (ehemals: Ost-Berlin) miteinander verbindet. Er ist eine Ausgleichsmaßnahme für den Bau der Bundesautobahn 113.

## Lage
Der Park erstreckt sich im Wesentlichen entlang der Bundesautobahn, die in diesem Bereich als Trogbauwerk mit zwei Tunneln von 300 bzw. 900 Metern Länge errichtet wurde. Die Tunneldecken wurden begrünt und in den Park mit einbezogen. So entstand eine rund 64 Hektar große Fläche, die im Norden vom Neudecker Weg und der Rudower Straße begrenzt wird. Östlich der Fläche verläuft die Wegedornstraße sowie die Schönefelder Chaussee, während die Friedenstraße in Schönefeld den südlichen Abschluss darstellt. Im westlichen Bereich laufen mehrere Straßen teilweise auf die Parkanlage zu, darunter die Lettberger Straße, der Ostburger Weg, sowie die Straßen Am Espenpfuhl und Am Klarpfuhl.
Durch den Park verläuft mit dem Teltower Dörferweg einer der 20 grünen Hauptwege und – durch die besondere Lage – ein 2,1 Kilometer langer Teil des Berliner Mauerwegs.

## Geschichte
Nach der deutschen Wiedervereinigung begann im Jahr 1992 eine umfangreiche Neuplanung einer bereits zur Zeit der DDR vorhandenen Autobahn. Eine neue Trasse sollte den Südosten Berlins an das Autobahnnetz und das Brandenburger Umland anbinden. Die Strecke erhielt die Bezeichnung ‚Bundesautobahn 113‘. Als Besonderheit lag sie auf dem Gebiet der ehemaligen Berliner Mauer und hätte so die seit Jahrzehnten bestandene Trennung der beiden Bezirke Neukölln und Altglienicke erneut gefestigt – dieses Mal durch den Bau einer Autobahn. Daher entstand die Idee, mit Mitteln des Verkehrsministeriums, einen „verbindenden Landschaftspark“ zu errichten, der gleichzeitig die Lärmbelästigung der Anwohner reduzieren sollte. Am 23. Mai 2008 wurde der Abschnitt von der Anschlussstelle Adlershof bis zum Waltersdorfer Dreieck freigegeben. Parallel hierzu erfolgte die Planung für den Landschaftspark unter der Leitung der Berliner Senatsverwaltung für Stadtentwicklung.

## Gestaltung
Im Norden des Parks befindet sich an der Rudower Straße ein kleiner Kiessee, gefolgt von Resten der Hinterlandmauer. Oberhalb des Autobahntunnels Rudower Höhe liegt im westlichen Teil des Parks die Rudower Höhe; östlich des Tunnels ließ die Senatsverwaltung eine Streuobstwiese und ein Ackerblumenfeld anlegen. Auf der Höhe des Städtischen Friedhofs Altglienicke verlässt die Autobahn den ersten Tunnel und ermöglicht dem Besucher einen Blick auf den Verkehr. An dieser Stelle quert ein Fußgängerüberweg die Autobahn. Auf den angrenzenden Wiesen wachsen Lavendel sowie Salbei. Wenige hundert Meter weiter verläuft die Autobahn in einem zweiten Tunnel. Darüber legten Landschaftsgärtner das Glienicker Fenster an. Die bis zu fünf Meter hohe Böschung ist mit wildem Wein bepflanzt und ermöglicht einen Ausblick auf die sich daran in Richtung Nordwesten anschließende Weide- und Wiesenlandschaft. Dort wurde der in der Vergangenheit zugeschüttete Massantepfuhl wieder freigelegt. Auf den Weiden stehen im Sommer Wasserbüffel. Ihre Suhlen schaffen einen Lebensraum für Amphibien und Libellen sowie für „konkurrenzschwache Pflanzenarten“ wie die Sumpfdotterblume und das Sumpf-Vergissmeinnicht. Den südlichen Abschluss bildet erneut eine Streuobstwiese.